# Неђешти (Арђеш)
Неђешти (рум. Negești) насеље је у Румунији у округу Арђеш у општини Котмеана. Oпштина се налази на надморској висини од 459 m.

## Становништво
Према подацима из 2002. године у насељу је живело 81 становника, од којих су сви румунске националности.